# Peter Hasbak
Peter Hasbak (* 13. April 1982) ist ein dänischer Badmintonspieler. 

## Karriere
Peter Hasbak gewann bei den Junioren-Europameisterschaften 2001 Bronze im Mixed und Silber im Doppel. 2003 siegte er bei den Cyprus International, 2007 bei den Iceland International.

## Sportliche Erfolge
| Saison | Veranstaltung                | Disziplin    | Platz | Name                                  |
| ------ | ---------------------------- | ------------ | ----- | ------------------------------------- |
| 2001   | Junioren-Europameisterschaft | Mixed        | 3     | Peter Hasbak / Lena Frier Kristiansen |
| 2001   | Junioren-Europameisterschaft | Herrendoppel | 2     | Peter Hasbak / Rune Ulsing            |
| 2003   | Cyprus International         | Herrendoppel | 1     | Peter Hasbak / Simon Mollyhus         |
| 2007   | Iceland International        | Herrendoppel | 1     | Peter Hasbak / Jonas Glyager Jensen   |